# 天主教加魯阿總教區
天主教加魯阿總教區（拉丁語：Archidioecesis Garuensis）是喀麥隆一個羅馬天主教教省總教區，下轄三個教區。是該國五個總教區之一。
1947年1月9日設加魯阿宗座監牧區，1953年3月24日升為代牧區。1955年9月14日升為教區。1982年3月18日升為總教區。
總教區包括北部區，2006年有教友92,400人（佔轄區總人口8.1%）、廿二個堂區、五十九名司鐸。現任教區總主教為安托萬·恩塔盧。